# 女体調教人アマゾネス
『女体調教人アマゾネス』（にょたいちょうきょうじんアマゾネス、ドイツ語: Frauen für Zellenblock 9、英題：Women in Cellblock 9）は、1977年公開のスイスのエクスプロイテーション・アクションホラー映画。
ジェス・フランコが監督を務め、Karine Gambierらが出演した。女囚を題材としている。
フランコが監督した他の作品とは異なり、本作は性暴力の場面が多いことに加え、大半のセックスシーンに出演したSusan Hemingwayが映画製作当時16歳だったことから、イギリスではいまだに上映禁止になっている。2004年に上申書が提出されたが、全英映像等級審査機構により却下され、それ以来、上訴に成功していない。
日本では、『女体拷問人アマゾネス』というタイトルで発売された後、現在のタイトル名に改題された。

## あらすじ
南米に住むカレンたち3人は、反政府ゲリラに協力した罪で女性専用の収容所にある第9監房に投獄される。
彼女たちは服を脱がされ首輪をつけられたうえ、睡眠や排せつも制限される。
その後、所長による拷問が展開される。

## キャスト
- カレン（Karine） - Karine Gambier
- Dr. Milton - ハワード・ベルノン（英語版）
- マリア - Susan Hemingway
- Aida Moret - Aida Gouveia
- バーバラ - Esther Studer
- Loba - ドーラ・ドール（英語版）
- Guard - Cesar Anahory

## 公開
この映画は、1978年3月17日に西ドイツで初公開された。原題のほか、『Escape from the Island of Death』という別題も存在する。英語圏では『Tropical Inferno』や『Women in Cellblock 9』というタイトルでも知られている。